# Médousa (Xánthi)
Médousa, en grec moderne : Μέδουσα, également appelé Mémkova (Μέμκοβα, en bulgare : Мемково), est un village de Macédoine-Orientale-et-Thrace, en Grèce. Depuis 2010, il fait partie du dème de Mýki.
Selon le recensement de 2011, la population du village compte 195 habitants.